# 劉蔭 (景泰進士)
劉蔭，潮州府程乡县人，明朝政治人物、进士出身。

## 生平
景泰五年，登进士，任刑部主事。